# NGC 5745-3
NGC 5745-3 (другое обозначение — VV 98) — галактика в созвездии Весы.
Этот объект не входит в число перечисленных в оригинальной редакции «Нового общего каталога» и был добавлен позднее.